# Karl Krug
Pour les articles homonymes, voir Krug.
 (octobre 2018).
Karl Adolfovitch Kroug (Карл Адольфович Круг, né le 6 juillet 1873 à Nemirov en Ukraine, mort le 24 avril 1952 à Moscou) est un électrotechnicien germano-balte. Son action en faveur de l'enseignement du génie électrique en Russie a favorisé le plan d'électrification voulu par les Soviets.

## Biographie

### Études
Ses parents étaient l'agronome allemand Adolf Karlovitch Kroug (1824-1877) et l'institutrice germano-balte Leonia Feodorovna Kroug (1848-1937). Son père étant décédé prématurément, sa mère déménagea avec ses trois enfants dans le quartier allemand de Moscou, où Kroug passa toute son existence.
Il effectua ses études secondaires jusqu'en classe de quatrième, mais les conditions financières difficiles de sa famille l'obligèrent à étudier seul les cours de seconde. C'est ainsi qu'il s'intéressa à l'électricité et à l'électromagnétisme, qui étaient à l'époque à la pointe de la modernité des sciences physiques. Simultanément il cultivait la pratique du sport (ski, patinage et escalade) et le théâtre ; il passa son permis de moto en 1920.
Lorsqu'il termina ses études secondaires en 1892, on lui conseilla une formation mathématique, mais il préféra la carrière d'ingénieur et s'inscrivit à l'Institut Technique Impérial de Moscou (qui deviendra l’Institut Baumann, en abrégé MWTU).
Pour payer ses études, il travaillait alors comme machiniste pour un atelier de locomotives de Moscou. Il enseignait aussi la physique et collabora avec un groupement de petites entreprises d'électricité pour réaliser des films documentaires sur les relais électriques. Comme il n'y avait encore en Russie aucun enseignement d'Électrotechnique, et que l'emploi de spécialistes de l'étranger ne suffisait plus à couvrir les besoins croissants du pays, le ministère de l'instruction lança un programme visant à envoyer plusieurs étudiants dans les universités européennes. Kroug, en tant que major de sa promotion, se vit proposer en 1898 de passer deux années en Allemagne.
Il passa sa première année à l'Université technique de Darmstadt sous la direction d'Erasmus Kittler, qui avait ouvert en 1883 le premier cours d'Électrotechnique, et où son compatriote Mikhaïl Dolivo-Dobrovolski avait été formé 15 ans auparavant. Diplômé ingénieur-électricien, il s'inscrivit l'année suivante à l’Institut Technique de Berlin-Charlottenbourg, puis travailla cinq mois pour la compagnie électrique Union.

### Promotion de l'enseignement du génie électrique en Russie
De retour au MHTS, il commença à enseigner la physique et s'engagea dans la promotion d'une formation en Électrotechnique ; mais, dépourvu d'expérience et sans relations, ses débuts furent décevants. Il obtint les plus gros encouragements de la Société Polytechnique de Moscou, qui lui permit de nouer des contacts avec les savants moscovites les plus en vue du moment, mais l'impulsion décisive vint de la Révolution russe de 1905 : ces mouvements débouchèrent sur la proclamation de l'autonomie des universités, et Kroug eut ainsi toute latitude d'ouvrir son nouveau cursus. Il rédigea lui-même le programme, une théorie générale de l’Électrotechnique où il introduisait de nouvelles méthodes mathématiques, et publia en 1906 ses Principes de l’Électrotechnique, qui en URSS seront réédités jusque dans les années 1980.
Il retourna en 1911 à Darmstadt pour y soutenir sa thèse de docteur-ingénieur. Outre sa charge d'enseignant, il était désormais responsable de la Direction moscovite des Combustibles, qui deviendra par la suite la « Commission des Ressources énergétiques. » En 1911, il étudia la question de l’électrification des 14 sujets fédéraux du District fédéral central, réflexions qu'il rassemblera en 1918 dans une monographie : L’électrification de la région Centre.

### La Révolution d'Octobre et le plan pour l’Électrification
Au cours de la Révolution d'Octobre, pour faire face à la pénurie de charbon, il mit sur pied avec son collègue Kirsch le Comité pour le Chauffage. Il était alors le doyen de la faculté d’Électrotechnique de l’Institut Baumann.
Puis en 1920 Lénine décréta le Plan pour l’Électrification de la Russie, et sur recommandation du premier rapporteur, Gleb Krchijanovski, il nomma Kroug conseiller scientifique du projet. De 1921 à 1930, Kroug fut membre de la Commission d'État du Plan. Des instituts universitaires de génie électrique voyaient désormais le jour dans les plus grandes villes de l'Union, mais seuls l'Institut Polytechnique de Pétrograd et l'Institut Baumann étaient en mesure de former des enseignants qualifiés dans cette discipline. Aucun de ces nouveaux instituts n'était encore en mesure de développer un laboratoire de recherche.

### Création de l'Institut électrotechnique de Moscou

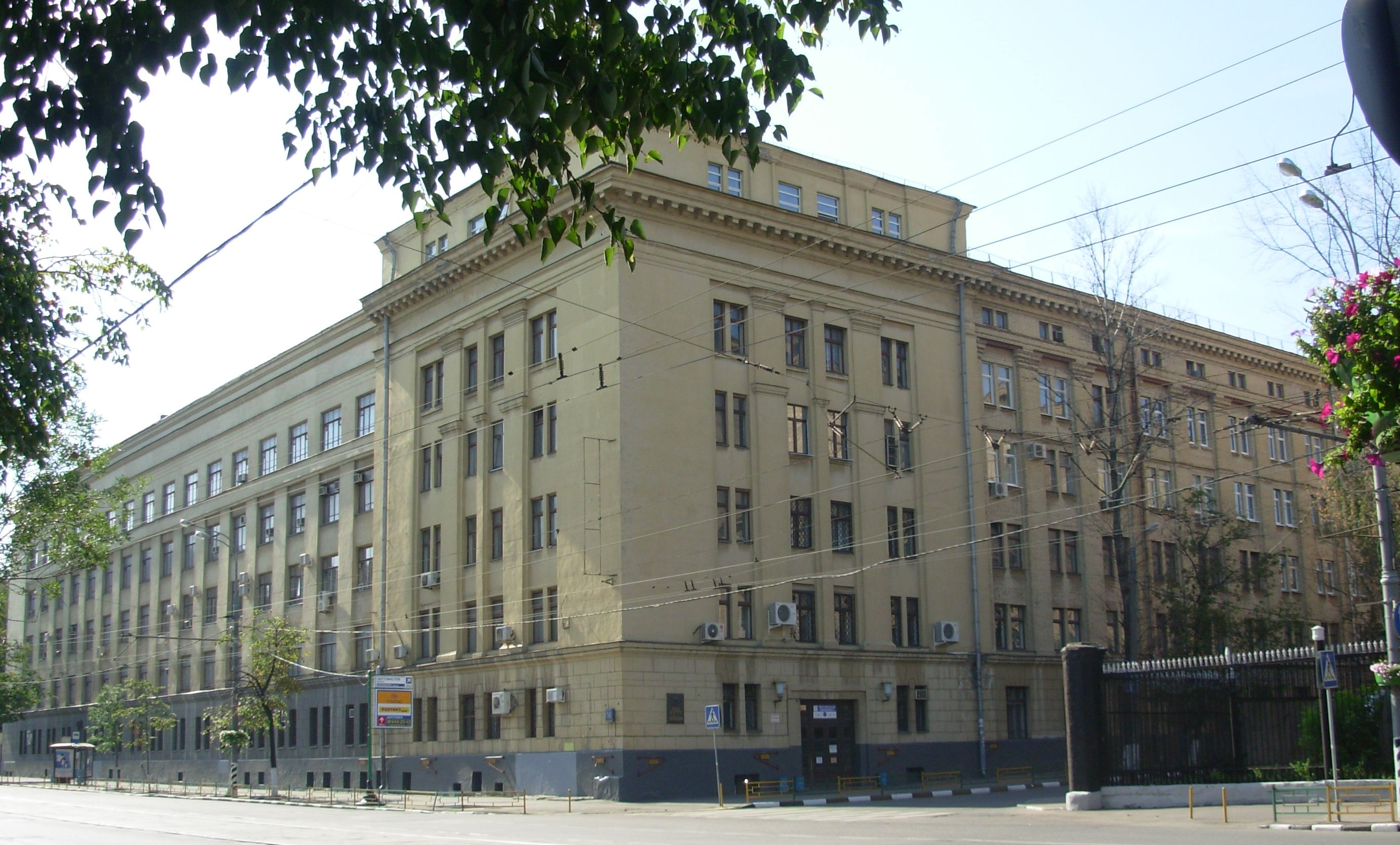
L’institut de l’Énergie de Moscou, fondé par K. Kroug.

Le 5 octobre 1921, Kroug fut nommé directeur d'un nouvel établissement universitaire : l’Institut d’État Expérimental d’électrotechnique (rebaptisé Institut d’électrotechnique pan-union en 1927). Sur décision de Lénine, les autorités soviétiques lui octroyaient en décembre la somme de 100 000 roubles, avec lesquels il acheta le matériel de laboratoire nécessaire en Allemagne. Peu après, il trouva deux bâtiments convenables pour les installations. Il fit venir dans son institut ceux qu'il reconnaissait comme les meilleurs spécialistes de l'Union : Mikhaïl V. Chouleikine (1884-1939) pour la théorie des antennes, K.I. Schenfer pour les moteurs électriques et A.N. Larionov pour l'électrotechnique. Kroug choisit pour le représenter le père Paul Florensky, qui depuis la prise de pouvoir des Soviets ne pouvait plus exercer son ministère religieux, et qui collabora encore dix ans à l'Institut avant d'être arrêté. En 1928, il remit son diplôme à Sergeï Alexeïevitch Lebedev, qui sera quelques années chargé de cours avant de jouer un rôle de premier plan dans l'électrification de l'Union. Fort d'une bourse de 50 000 roubles (en 1925) puis encore de 300 000 roubles (1928), Kroug accompagna de jeunes collègues en Allemagne et aux Pays-Bas afin qu'ils puissent découvrir les derniers développements de la recherche en électricité. Ces efforts marquaient le début d'un renouveau industriel en Russie, et l'Institut ne cessa de s'agrandir, jusqu'à former une véritable cité scientifique au cœur de la ville. En 1931, Kroug détacha l'« Institut d'énergie électrique de Moscou » du reste de l'Institut Baumann et y donna lui-même des conférences à partir de 1937. 
Kroug fut élu membre de l'Académie des sciences de l’URSS en 1933.

## Sources
- Grande Encyclopédie soviétique, article « Carl Adolfovitch Krug »
- Éloge funèbre de Carl Adolfovitch Krug, in no 5 du Bulletin de l'Académie des sciences de l'URSS (1952)
- Biographie et travaux scientifiques sur le portail du MEI